# Цькування
Цькува́ння, також бу́лінг (від англ. bullying — залякування, цькування, задирання) — різновид насильства; навмисне, що не має характеру самозахисту і не є санкціонованим нормативно-правовими актами держави, довготривале (повторюване) фізичне чи психологічне насильство з боку індивіда, чи групи, які мають певні переваги (фізичні, психологічні, адміністративні тощо) стосовно індивіда, і що відбувається переважно в організованих колективах з певною особистою метою (наприклад, бажання заслужити авторитет у бажаних осіб).

## Сутність
Така поведінка дає можливість людині самоствердитися коштом іншого, заслужити собі загальний авторитет. Насправді задирака приховує свою неспроможність і слабкість.
В системі цькування вирізняють три сторони: жертви, нападники та свідки. Вплив цькування відбувається на всі три категорії. Зокрема, український дослідник цькування Богдан Петренко зауважував, що цькування є зменшеною копією терористичного акту — у ньому є прямі та непрямі жертви, насилля та інформаційний ефект, а його мета — не лише вплив на безпосередню жертву, а й формування відповідних моделей поведінки з боку всієї групи, у тому числі й свідків.
Зазвичай, діти стикаються із моральним булінгом. Це образи, насмішки, кривляння. Втім, може дійти й до фізичного контакту. Наприклад, однокласники можуть побитися. Основні ознаки булінгу: системність, наявність кривдника та жертви й, відповідно, сам прояв агресії (або навпаки, бездіяльність) яка породжує страх, тривогу у потерпілого.

## Різновиди
Олена Ожийова, одна із перших українських науковців, що досліджували цькування (булінг), виділяє два основні його види:
1. Фізичне цькування — умисні штовхання, пирхання, стусани, удари, нанесення побоїв, тілесних ушкоджень та ін.;
· сексуальне цькування є підвидом фізичного (дії сексуального характеру).
2. Психологічне цькування — насильство, пов'язане з дією на психіку, що завдає психологічної травми шляхом словесних образ або погроз, переслідування, залякування, якими навмисно спричиняється емоційна невпевненість. До цієї форми цькування можна віднести:
· вербальне цькування, де знаряддям слугує голос (образливе ім'я, з яким постійно звертаються до жертви, обзивання, дражніння, зведення наклепів, поширення образливих чуток та ін.);
· образливі жести або дії (наприклад, плювки в жертву або в її напрямку);
· залякування (використання агресивної мови тіла й інтонації голосу для змушення дитини робити чи не робити щось);
· ізоляція (жертва навмисно ізолюється, виганяється чи ігнорується частиною або всім класом);
· вимагання (грошей, їжі, інших речей, примушення щось вкрасти);
· пошкодження та інші дії з майном (пошкодження, викрадення, заховання особистих речей жертви);
· кіберцькування — пригноблення за допомогою мобільних телефонів, Інтернету, інших електронних пристроїв (пересилання двозначних зображень і фотографій, обзивання, зведення наклепів та ін.).

### Різновиди цькування за колективом або місцем, де воно відбувається
- Шкільне цькування
- Цькування на роботі
- Домашнє цькування

## Генезис
До причин, які призводять до формування цькування належать: людська нерівність, нетолерантність суспільства (у тому числі й суспільні стереотипи), сімейне виховання (насилля в родині, авторитарний стиль виховання, гіперопіка над дитиною, відсутність комунікації «батьки-діти»), формування ієрархії в дитячому колективі, ставлення до насилля у самому суспільстві.